# Nils Kettilsson (Vasa)
Nils Kettilsson (Vasa) (død tidligst 1378), fogde på slottet Tre Kronor, häradshövding i Frötuna skeppslag i Roslagen og medlem af Vasa slægten. Gift sent i 1369 med Christina Jonsdotter (Rickebyätten).
Nils Kettilsson blev født på et ukendt tidpunkt og nævns første gang levende i kilderne 1355, da han allerede var en voksen mand og foged på Stockholms Slot.
Børn:
1. Krister Nilsson (Vasa) (†1442)
2. Ramborg Nilsdotter (Vasa). (Farmor til Karl Knutsson (Bonde)).
3. Ingeborg Nilsdotter (Vasa), fremsat som en nonne i St.Klara kloster 1376 og er muligvis identisk med den i 1408 nævnte abbedisse Ingeborg i samme kloster.